# Ewald Sträßer
Ewald Sträßer (* 27. Juni 1867 in Burscheid; † 4. April 1933 in Stuttgart) war ein deutscher Komponist und Dirigent. Im Volksmund hatte er den Beinamen Bergischer Brahms oder auch Rheinischer Brahms.

## Leben
Ewald Sträßer verstand bereits als 15-Jähriger zu komponieren. Er war nicht nur Komponist, sondern auch Musiklehrer. 1917 erhielt er von Kaiser Wilhelm II. den Titel Königlicher Professor. 1921 wurde er Lektor an der Universität Köln und 1922 Mitglied in der Preußischen Akademie der Künste. Als ordentlicher Professor lehrte er an der Württembergischen Hochschule für Musik in Stuttgart. Einer seiner Schüler war hier Erwin Schulhoff, dem eine bedeutende Rolle in der Entwicklung der Musikgeschichte zugeschrieben wird.
Ebenso war Helmut Bornefeld ein Schüler in seinem Umfeld, der sich mit der Erneuerung der Kirchenmusik einen Namen machte.

## Ewald-Sträßer-Gesellschaft
Im Mai 2001 wurde die Ewald-Sträßer-Gesellschaft – Internationale Vereinigung e.V. in Burscheid gegründet. Ihr Ziel ist es, über das Leben des spätromantischen Komponisten zu informieren und mit musikalischen Beiträgen sein Lebenswerk wach zu halten.

## Ehrungen
- Die Stadt Burscheid hat ihm den Ewald-Sträßer-Weg gewidmet.
- Im Haus der Kunst wurde im April 2008 im Rahmen eines Konzerts zum 75. Todestag eine Büste des Burscheider Komponisten enthüllt, die dort dauerhaft ihren Platz hat.[1]